# 후지이 나오노부
후지이 나오노부(일본어: 藤井直伸, 1992년 1월 5일 ~ 2023년 3월 10일)는 일본의 배구 선수이자 일본 남자 배구 국가대표팀 및 도레이 애로우즈의 멤버이기도 하다.

## 경력
대학 졸업 후 후지이는 계속해서 도레이 애로우즈 팀에 세터로 합류했다. 2016-17 시즌부터 그는 일본 남자 배구 국가대표팀에 발탁되어 3번으로 활약했다. 2021년에는 2020년 하계 올림픽에 출전하는 일본 남자 대표팀 명단에 이름을 올렸고, 팀은 29년 만에 7위에 올랐다.